# Diözese von Zypern und dem Golf

Wappen der Diözese von Zypern und dem Golf

Die Diözese von Zypern und dem Golf (engl. Diocese of Cyprus and the Gulf) ist eine von drei Diözesen der anglikanischen Episkopalkirche von Jerusalem und dem Nahen Osten. Sie umfasst zwei geographisch getrennte Regionen: die Insel Zypern und die Staaten der Arabischen Halbinsel (mit den meisten Gemeinden am Persischen Golf). Bischofssitz ist die St Paul’s Cathedral in Nikosia; daneben gibt es die Ko-Kathedrale St Christopher in Bahrain. Die Gottesdienstsprache ist meist Englisch.
Eine Besonderheit ist, dass nahezu sämtliche Gläubige Ausländer sind: Britische Auswanderer in Zypern und Expatriates bzw. Arbeitsmigranten aus Süd- und Südostasien sowie Afrika in den Golfstaaten. Lediglich in Bagdad existiert eine kleine einheimische Gemeinde, deren Zukunft aber unsicher ist.
Die Diözese wurde 1976 geschaffen. Bis dahin war der Großteil der arabischen Halbinsel dem Bischof in Lahore unterstellt.
Es besteht eine Zusammenarbeit mit den Diözesen Exeter in England und Thika in Kenia.

## Liste der anglikanischen Bischöfe in Zypern und dem Golf
| Bischof        | von  | bis  | Bemerkungen                         |
| -------------- | ---- | ---- | ----------------------------------- |
| Leonard Ashton | 1976 | 1983 | zuvor Assistant Bishop of Jerusalem |
| Henry Moore    | 1983 | 1986 |                                     |
| John Brown     | 1987 | 1995 |                                     |
| Clive Handford | 1996 | 2007 | zuvor Bischof von Warwick           |
| Michael Lewis  | 2007 |      | zuvor Bischof von Middleton         |

## Gliederung und zugehörige Kirchen
Die meisten Kirchengebäude werden auch von anderen christlichen Religionsgemeinschaften genutzt.
- Archdeaconry of Cyprus:  Republik Zypern (einschließlich  Nordzypern)
  - St Paul’s Cathedral, Nikosia
  - St Andrew, Kyrenia
  - St Barnabas, Limassol
  - St Helena, Larnaka
  - St Lazarus, Pissouri
  - Ammochostos Chaplaincy:
    - St Mark, Famagusta
    - Christ Church, Ayia Napa
    - St John the Evangelist, Deryneia

  - Anglican Church of Paphos:
    - Ayia Kyriaki Chrysopolitissa, Paphos
    - St Luke, Polis
    - St Stephen, Tala

- Archdeaconry of the Gulf:
  - St Christopher’s Cathedral, Manama,  Bahrain
    - Awali Church, Bahrain

  - St George, Bagdad,  Irak
  - Christ Church, Aden,  Jemen
  - Church of the Epiphany, Doha,  Katar
  - St Paul,  Kuwait
  - The Protestant Church in Oman, Maskat,  Oman
  - St Andrew, Abu Dhabi,  Vereinigte Arabische Emirate
  - St Thomas, Al Ain,  Vereinigte Arabische Emirate
  - Chaplaincy of Dubai and Sharjah with the Northern Emirates,  Vereinigte Arabische Emirate
    - Christ Church, Jebel Ali & Academic City, Dubai
    - Holy Trinity, Dubai
    - St Luke, Ras Al Khaimah
    - St Martin, Sharjah
    - St Nicholas, Fujairah